# Zygmunt Sawicki (1910–1995)
Zygmunt Sawicki vel Jan Szymańczyk pseud.: Dżyn, Krzemień, Samulik (ur. 10 marca 1910 w Żukowie, zm. 14 lutego 1995 w Krakowie) – oficer Wojska Polskiego II RP, Polskich Sił Powietrznych w Wielkiej Brytanii i Armii Krajowej, kapitan obserwator służby stałej, cichociemny, kawaler Krzyża Srebrnego Orderu Wojennego Virtuti Militari.

## Życiorys
Urodził się w rodzinie Aleksandra, rolnika, i Pauliny z Żołędowskich. Po ukończeniu czteroletniej szkoły powszechnej w Siodle kontynuował naukę w gimnazjum w Siedlcach, gdzie w 1930 roku zdał maturę. Zdał na Wydział Prawa Uniwersytetu Warszawskiego, jednak po 1 roku przeniósł się do Szkoły Podchorążych Rezerwy Piechoty w Zambrowie, po czym uczył się w Szkole Podchorążych Lotnictwa w Dęblinie. 4 sierpnia 1934 roku Prezydent RP Ignacy Mościcki mianował go podporucznikiem ze starszeństwem z 15 sierpnia 1934 roku i 46. lokatą w korpusie oficerów aeronautyki, a Minister Spraw Wojskowych wcielił do 2 pułku lotniczego w Krakowie. W pułku został przydzielony do 24 eskadry rozpoznawczej. Na stopień porucznika został mianowany ze starszeństwem z 19 marca 1938 roku i 82. lokatą w korpusie oficerów lotnictwa, grupa liniowa. W marcu 1939 roku pełnił służbę w dywizjonie szkolnym 2 plot. na stanowisku dowódcy plutonu łączności eskadry szkolnej.
We wrześniu 1939 roku był ewakuowany na południowy wschód. Przekroczył granicę polsko-rumuńską 17 września 1939 roku. W styczniu dotarł do Francji, gdzie służył w Ośrodku Polskich Sił Powietrznych w Lyonie. W czerwcu 1940 roku był ewakuowany do Wielkiej Brytanii, gdzie dostał przydział do Centrum Wyszkolenia Lotnictwa w Blackpool, gdzie w okresie od 10 września 1940 roku do 26 lutego 1942 roku pełnił funkcję oficera łączności w 309 dywizjonie rozpoznawczym. Uczestniczył również w lotach bojowych. 1 marca 1943 roku został mianowany na stopień kapitana.
Zgłosił się do służby w kraju 18 maja 1942 roku. Po przeszkoleniu w zakresie łączności radiowej dla lotnictwa został zaprzysiężony 4 marca 1943 roku w Oddziale VI sztabu Naczelnego Wodza i przeniesiony do Głównej Bazy Przerzutowej w Brindisi we Włoszech. W nocy z 3 na 4 kwietnia 1944 roku został zrzucony do kraju w ramach akcji „Weller 5” dowodzonej przez kpt. naw. Antoniego Freyera (zrzut na placówkę odbiorczą „Pierzyna” 10 km na południowy zachód od Mińska Mazowieckiego, w lasach pod Wiązowną). Po aklimatyzacji w Warszawie dostał przydział do Wydziału Lotnictwa Oddziału III Operacyjnego sztabu Komendy Głównej AK na stanowisko kierownika referatu łączności lotniczej.
W powstaniu warszawskim od 2 sierpnia był w II rzucie KG AK. Od 7 sierpnia był szefem łączności Grupy Warszawa Północ – Wachnowskiego operującej na Starym Mieście. Zorganizował łączność telefoniczną między poszczególnymi zgrupowaniami i punktami obserwacyjnymi oraz punkt podsłuchowy w budynku PAST-y. W czasie walk był ranny 15 sierpnia albo 24 sierpnia, kanałami dostał się do Śródmieścia, gdzie był leczony. Po kapitulacji powstania wyszedł z ludnością cywilną. Dotarł do Częstochowy. Został mianowany kierownikiem referatu łączności lotniczej w Wydziale Lotnictwa KG AK.
Po zajęciu Polski przez Armię Czerwoną „zaszył się” w leśnictwie w Rędzinach, gdzie pracował jako główny księgowy. Później prowadził sklep papierniczy i spożywczy w Wałbrzychu. Od 1946 roku pracował na roli w Cieszowie. Od 1948 roku pracował jako główny księgowy w spółdzielni produkcyjnej w Starych Bogaczowicach, był tam wtedy również przewodniczącym Gminnej Rady Narodowej i prezesem Gminnej Spółdzielni „Samopomoc Chłopska”. W latach 50. pracował również jako ładowacz w kopalni Thorez w Wałbrzychu. Od 1 stycznia 1959 roku był zastępcą dyrektora ds. technicznych w Miejskim Przedsiębiorstwie Oczyszczania Miasta w Wałbrzychu. Przeszedł na rentę w 1973 roku. W latach 1962–1970 był instruktorem obrony przeciwlotniczej, a w latach 1973–1977 – członkiem aeroklubu. Zmarł 14 lutego 1995. Został pochowany na Cmentarzu Wojskowym przy ul. Prandoty w Krakowie.
W 1939 roku ożenił się z Kazimierą Drobniak (ur. w 1919 roku), z którą miał dwóch synów: Stefana (ur. w 1945 roku) i Zbigniewa (ur. w 1950 roku).

## Ordery i odznaczenia
- Krzyż Srebrny Orderu Virtuti Militari – 28 sierpnia 1944 roku, za szczególne męstwo w powstaniu warszawskim
- Krzyż Kawalerski Orderu Odrodzenia Polski
- Krzyż Walecznych – 21 sierpnia 1944 roku.
- Medal Lotniczy – czterokrotnie
- Medal za Warszawę 1939–1945[10]
- Warszawski Krzyż Powstańczy[10]
- Medal „Za udział w wojnie obronnej 1939”[10]